# Alfons Paquet

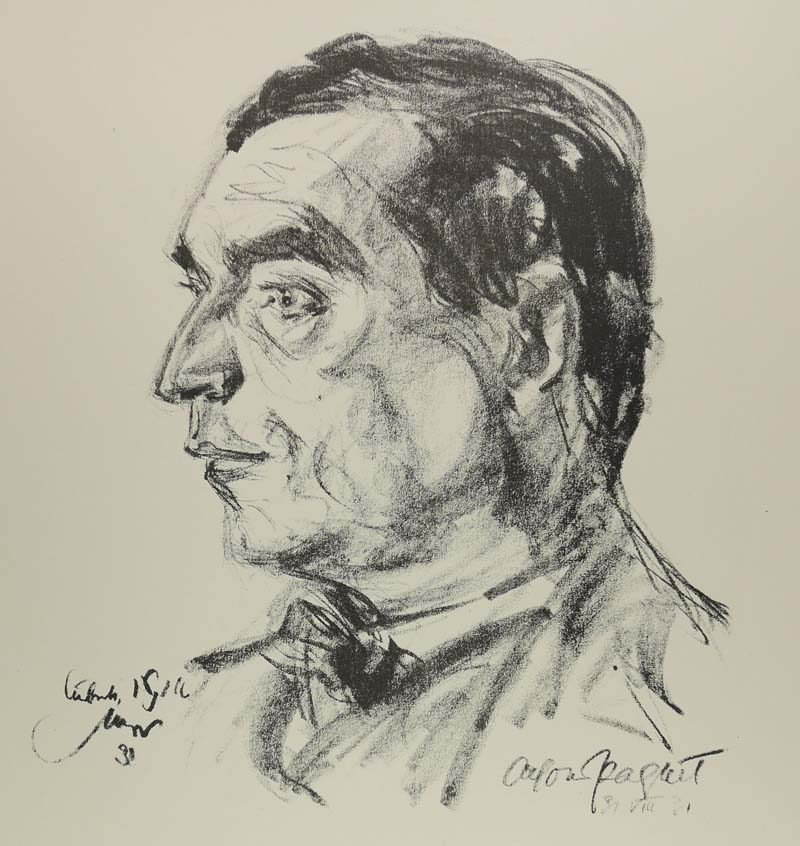
Alfons Paquet (Porträtzeichnung von Emil Stumpp, 1931)

Alfons Hermann Paquet (* 26. Januar 1881 in Wiesbaden; † 8. Februar 1944 in Frankfurt am Main) war ein deutscher Journalist und Schriftsteller.

## Leben

### Jugend und Studienjahre
Alfons Paquet wurde als Sohn eines streng baptistischen Wiesbadener Handschuhmachers geboren, der ihm nicht seinen Wunsch erfüllte, die Schule mit dem Abitur abzuschließen. So musste er eine Ausbildung zum Handschuhmacher absolvieren, anschließend machte er eine kaufmännische Ausbildung in Mainz.
1900 gewann er einen Preis für eine Erzählung und entschloss sich, nach Berlin überzusiedeln und Journalist zu werden. Schon 1901 veröffentlichte er einen ersten Erzählband und im darauf folgenden Jahr ein Buch mit Gedichten und Liedern. Bald darauf wurde er Redakteur der in Düsseldorf erscheinenden Kulturzeitschrift Die Rheinlande und konnte sich mit verschiedenen Tätigkeiten ab 1902 ein Studium finanzieren, das er 1907 an der Universität Jena mit einer wirtschaftsgeschichtlichen Dissertation abschloss. Während seines Studiums wurde er Mitglied der Turnerschaft Ghibellinia zu Heidelberg.

### Reiseschriftsteller
Bereits 1903 begann Paquet eine – sein ganzes späteres Leben bestimmende – Reisetätigkeit. Er fuhr mit der neu eröffneten Transsibirischen Eisenbahn durch Sibirien. Schon im nächsten Jahr unternahm er eine Reise in die USA zur Louisiana Purchase Exposition. In dieses Jahr fällt auch der Beginn seiner Arbeit für die Frankfurter Zeitung.
In den Jahren bis zum Ersten Weltkrieg unternahm Paquet mehrmals Reisen in die Mongolei und nach China, eine Fahrt mit der Bagdadbahn bis nach Syrien und an diverse andere Ziele. Außerdem war er Zeuge der Ferrer-Unruhen in Paris. Sie bildeten den Hintergrund für seinen ersten Roman Kamerad Fleming.
1906 erschien ein weiterer Gedichtband, 1909 ein Band mit Reiseberichten, der seine Korrespondentenberichte für die Frankfurter Zeitung enthält.
Am 18. Oktober 1910 heiratete er die Frankfurter Malerin Marie Henriette Steinhausen und zog mit ihr nach Dresden-Hellerau, wo Paquet nun für den Deutschen Werkbund arbeitete. In Hellerau veröffentlichte Paquet Kamerad Fleming, das Reisebuch Li oder im Neuen Osten, sowie einen Gedichtband und ein Buch mit Kurzgeschichten. Ab 1914 wohnte er mit seiner Familie bis zum Umzug ans Frankfurter Mainufer (1936) in Oberursel. Das Paar bekam bis 1919 sechs Kinder.
Doch auch diese Periode der Familiengründung und intensiver schriftstellerischer Tätigkeit hielt ihn nicht vom Reisen ab. So unternahm er im Frühjahr 1913 eine Reise nach Jerusalem, die er wegen des Todes seines Vaters unterbrach und im Herbst 1913 fortsetzte.  1915 veröffentlicht er In Palästina. Paquet wurde durch diese Reise zu einem Christlichen Zionisten.

### Zeitungskorrespondent und Theaterautor
1915 wurde Paquet Korrespondent der Frankfurter Zeitung im neutralen Stockholm. Von hier aus beobachtete er die Vorgänge in Russland und unternahm 1918 eine Erkundung im Bürgerkriegsgebiet Finnland. Im Sommer des gleichen Jahres begab er sich nach Moskau, um dort Augenzeuge und Berichterstatter der bolschewistischen Revolution zu werden. Er knüpft vielfältige Kontakte mit führenden Kommunisten, bevor er im November in das gerade im Umbruch befindliche Deutschland zurückkehrt. In der Folgezeit entfaltet er eine rege Publikationstätigkeit, um das deutsche Bürgertum von den Vorgängen in Russland zu unterrichten.
Nachdem er im Kriege einen Pakt zwischen Deutschland und Russland zur Verhinderung einer amerikanischen Vormachtstellung ersehnt hatte, wurde Paquet doch zu einem Anhänger der Weimarer Republik und beschäftigte sich intensiv mit dem Gedanken einer „rheinischen“ Erneuerung Europas mit Deutschland als Mittler zwischen Ost und West. Ihm schwebte ein pazifistisches Deutschland in einer europäischen Union vor.
In den Zwanziger Jahren schrieb Paquet vermehrt für das Theater. Seine Stücke Fahnen und Sturmflut wurden von Erwin Piscator an der Berliner Volksbühne aufgeführt. 1925 gründete er mit Jakob Kneip den „Bund Rheinischer Dichter“ und blieb bis 1933 dessen Vorsitzender. 1929 entwarf Paquet das Konzept für Walter Ruttmanns Film Melodie der Welt, der eine Vielzahl von Impressionen einer Weltreise aneinander reiht. Der Film gilt als einer der ersten deutschen Tonfilme.

### Pazifist im NS-Staat

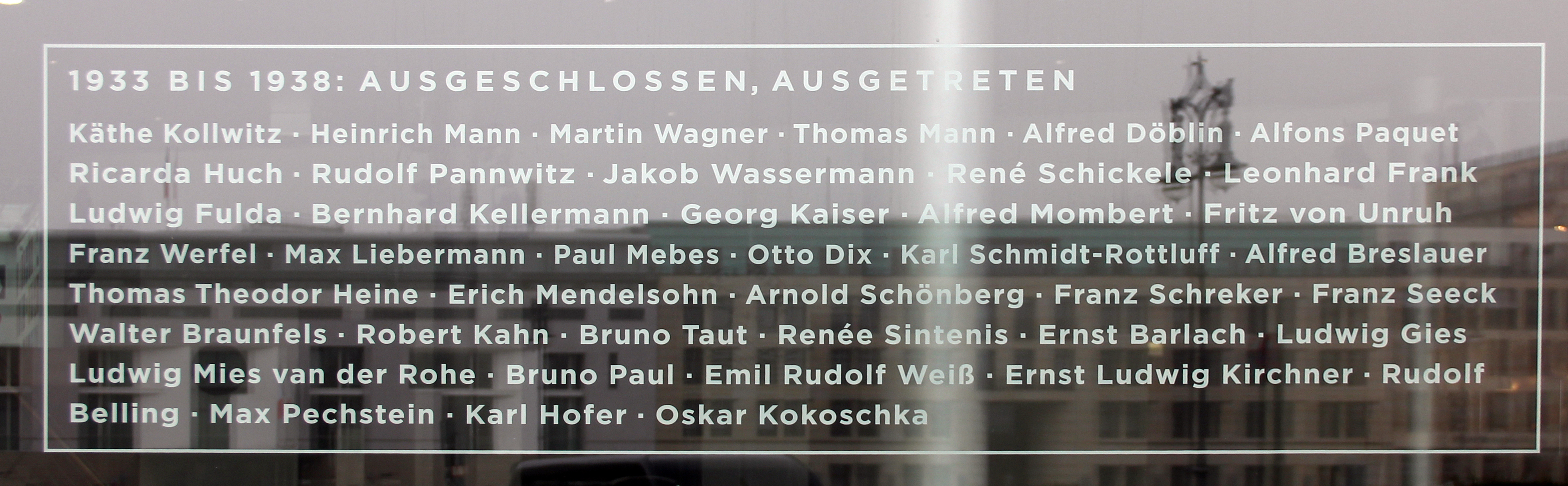
Gedenktafel der Akademie der Künste, Berlin

1932 wurde Alfons Paquet in die Preußische Akademie der Künste aufgenommen. In Frankfurt überreichte er als Repräsentant der Stadt, er war Kuratoriumssekretär der Stiftung, mehrere Jahre lang den Goethepreis. Nach der Machtübergabe an die Nationalsozialisten trat er aus der Akademie aus, weil er deren Unterwerfung unter die neuen Machthaber nicht mitmachen wollte; sein Frankfurter Kuratoriumsposten wurde ihm gekündigt. Immerhin gelang es ihm, sich sein Einkommen als Journalist zu sichern, und so machte er 1934 umfangreiche Flugreisen durch Europa, über die er ein Reisebuch veröffentlichte. 1935 wurde er kurzzeitig in Berlin verhaftet, da er als Kommunist galt.
Als überzeugter Pazifist war er 1933 festes Mitglied der Quäker geworden. Über diese Religionsgemeinschaft hielt er intensiven Kontakt nach England und in die USA und erhielt Besuch von ausländischen Glaubensgenossen, die sich ein Bild von der Lage in Deutschland machen wollten. 1938 nahm er die Möglichkeit wahr, zu einem Kongress der Quäker in die USA zu reisen, was er zu einer ausgiebigen Erkundung des Landes nutzte. Es erschien dazu ein überaus USA-freundliches Buch, in dem er die zivilen Errungenschaften Amerikas in höchsten Tönen lobte. Das Buch enthält zugleich ausführliche Schilderungen des amerikanischen Alltags und ist daher – ebenso wie sein Flugreisebuch – auch für den heutigen Leser von hohem Interesse.
Paquet war Mitglied der Reichsschrifttumskammer.
1943 fiel sein jüngster Sohn in Russland. Paquet, der auch die Deportation der Juden aus Frankfurt – über deren mörderische Konsequenzen er sich im Klaren war – als hilfloser Beobachter miterleben musste, versank in tiefe Niedergeschlagenheit. Während eines Bombenangriffs im Februar 1944 starb Alfons Paquet im Keller seines Wohnhauses an einem Herzinfarkt.
Sein Grab befindet sich auf dem Frankfurter Hauptfriedhof (Gewann A 276a). In Wiesbaden und Frankfurt am Main wurden Straßen nach ihm benannt.

## Werke

### Originalausgaben (Auswahl)
- Lieder und Gesänge. Mit einer Vorbemerkung von Carl Busse. Grote, Berlin 1902, online – Internet Archive
- Das Ausstellungsproblem in der Volkswirtschaft. Fischer, Jena 1908 (= Abhandlungen des staatswissenschaftlichen Seminars zu Jena, Band 5, Heft 2)
- Südsibirien und die Nordwestmongolei. Politisch-geographische Studie und Reisebericht für die Geographische Gesellschaft zu Jena. Fischer, Jena 1909
- Kamerad Fleming. Rütten & Loening, Frankfurt am Main 1911; Neuausgabe: Edition AV, Frankfurt am Main 2004, ISBN 3-936049-32-7
- Li oder im neuen Osten. Rütten & Loening, Frankfurt am Main 1912
- Erzählungen an Bord. Rütten & Loening, Frankfurt am Main 1914
- In Palästina. Diederichs, Jena 1915
- Im kommunistischen Russland. Briefe aus Moskau. Diederichs, Jena 1919
- Der Geist der russischen Revolution. Wolff, Leipzig 1919; Reprint: BiblioBazaar, Charleston SC 2009, ISBN 978-1-116-45489-5
- Der Rhein als Schicksal oder Das Problem der Völker. Wolff, München 1920
- Der Rhein, eine Reise. Societäts-Druckerei, Frankfurt am Main 1923
- Amerika. Hymnen/Gedichte. Die Wölfe, Leipzig 1925
- Lusikas Stimme, Novelle. 1925, Deutsche Verlagsanstalt Stuttgart, Berlin und Leipzig
- Antwort des Rheines. Eine Ideologie. Filser, Augsburg 1928
- Der Neckar. Ein Lebensbild, mit Zeichnungen von Joachim Lutz, J.Horning/Heidelberg 1928
- Der Rhein. In Fritz Taeuber, Grieben Grenzlandführer für die wandernde Jugend: Rheinische Grenzlande. Von Eupen zur Saar. Grieben-Verlag Albert Goldschmidt, Berlin 1931
- Fluggast über Europa. Ein Roman der langen Strecken. Knorr & Hirth, München 1920–1933
- Amerika unter dem Regenbogen. Farben – Konturen – Perspektiven. Societät, Frankfurt 1938
- Der Rhein. Vision und Wirklichkeit. Fotos von Paul Wolff. Bagel, Düsseldorf 1940
- Die Botschaft des Rheins. Erlebnis und Gedicht. Henn, Ratingen 1941
- Die Frankfurterin. Kramer, Frankfurt 1947; 2. erw. A. 1970
- Gaswelt und vier andere Essays, Köln 1940, 2. Auflage
- Gedichte. Hrsg. v. Alexander von Bernus. Wallstein, Göttingen 1956, ISBN 3-89244-157-X

### Werkausgabe
- Gesammelte Werke. 3 Bände, hrsg. v. Hanns Martin Elster. Deutsche Verlagsanstalt, Stuttgart 1970 ISBN 3-7849-1049-1